# Thierry Gillybœuf
Pour les articles homonymes, voir Gillybœuf.
Thierry Gillybœuf, né le 26 avril 1967 à Lille, est un écrivain et traducteur français.

## Biographie

### Famille
Thierry Yves Gabriel André Gillybœuf, né le 26 avril 1967 est le fils aîné de Jean-Paul Gillybœuf et de Denise Le Fournis,,. Son père est polytechnicien et sa mère est institutrice ; il a trois frères.
Depuis 2011, il vit avec la poétesse et traductrice d'origine hongroise Cécile A. Holdban. Il est père de cinq enfants (Juliette née en 1992, Camille née en 1995, Manon née en 2000, Clément né en 2002 et Anna née en 2012).

### Carrière professionnelle
Entomologiste de formation, il est enseignant en pays mauriacien, puis documentaliste dans une administration militaire. Pour s’évader de la grisaille kaki, il se fait passeur, au sens larbaldien du terme. Il a préfacé, annoté et/ou traduit plus de deux cents titres, chez une quarantaine d’éditeurs et sous une quinzaine de pseudonymes différents. Il contribue à l’organisation de trois colloques à Cerisy et collabore à plusieurs revues : Europe, Le Nouveau Recueil, La Polygraphe, C.C.P., Friches, Po&sie, L'Atelier du roman, Le Matricule des Anges, etc. Il publie en 2006 une plaquette de poèmes aux éditions Sac à Mots.
Il est le traducteur de nombreux écrivains et poètes anglais, américains, saint-luciens, australiens, libanais anglophones, irlandais et italiens (Pico Iyer, E. E. Cummings, Wallace Stevens, Marianne Moore, Edgar Allan Poe, William Carlos Williams, Les Murray, Salvatore Quasimodo, Italo Svevo, Leonardo Sinisgalli, Rudyard Kipling, Henry David Thoreau, Ralph Waldo Emerson, Khalil Gibran, Eugenio De Signoribus, Fabiano Alborghetti, Derek Walcott, Herman Melville, etc.). Il est, d'autre part, l'auteur de préfaces et d'ouvrages critiques.
Plusieurs ouvrages collectifs ont paru sous sa responsabilité, consacrés à Remy de Gourmont (Cahiers de l'Herne), à Georges Perros (La Termitière), et à E. E. Cummings (Plein Chant) notamment.

## Publications
- La création poétique de Remy de Gourmont : Du symbole au Jammisme, Rumeur des Âges, 1er septembre 1994,  (ISBN 978-2-90397-465-7).
- Thornton Wilder, Belin, 2001, 128 pages,  (ISBN 978-2-70112-905-1).
- Avec Bernard Bois, Remy de Gourmont, Les Cahiers de l'Herne, no 78, 382 pages, 20 mars 2003,  (ISBN 978-2-85197-092-3)
- Georges Perros, La Part Commune, 203 pages, 9 mai 2003,  (ISBN 978-2-84418-041-4).
- La Part des choses (sous le pseudonyme d'Yves Marteze), préface de Serge Wellens, Sac à mots, 2006  (ISBN 2-915299-12-9).
- Traduction de La moelle de la vie : 500 Aphorismes de Henry David Thoreau, Mille et une nuits (Fayard), 111 pages, 8 mars 2006,  (ISBN 978-2-84205-939-2).
- Traduction de Jésus, Fils de l'Homme de Gibran Khalil Gibran, Mille et une nuits (Fayard), 192 pages, mai 2008,  (ISBN 978-2-75550-050-9).
- Henry David Thoreau, Le célibataire de la nature, Fayard, 496 pages, 24 octobre 2012,  (ISBN 978-2-21367-101-7).
- Traduction de Les premiers rois de Norvège de Thomas Carlyle (1875), Éditions du Félin, coll. "Félin poche", 210 p., 2013  (ISBN 978-2866457693)
- Traduction de l'ouvrage de Pico Iyer, Les Chemins du Dalaï-Lama, Albin Michel  (ISBN 978-2-22621-920-6) [présentation en ligne].
- Virgil Gheorghiu l'écrivain calomnié, La Différence, 96 pages, 11 mai 2017  (ISBN 978-2-7291-2321-5) [présentation en ligne].
- Œuvres (dir.) de Georges Perros, Paris, Gallimard, coll. « Quarto », 2017 [présentation en ligne].
- Traduction intégrale des nouvelles d'Herman Melville, L'Intégrale des nouvelles, en collaboration avec Christian Garcin, Le Bouscat, Éditions Finitude, 827 p., 2021  (ISBN 978-2363391544), Prix Jules-Janin de l'Académie française 2022[7]
- Traduction intégrale des recueils poétiques d'Herman Melville (à l'exception de Clarel), Nice, Éditions Unes, 592 p., 2022  (ISBN 978-2877042536)
- Traduction de Tant que durera la guerre : Lettres à sa mère pendant la guerre de Sécession de Walt Whitman, Le Bouscat, Éditions Finitude, 240 p., 2023  (ISBN 978-2363391971)
- Nathaniel Hawthorne, Mosses from an Old Manse, 1846, nouvelle édition augmentée 1854 ; trad. fr. Christian Garcin, Thierry Gillyboeuf et Pierre Leyris, Paris, Les Belles Lettres, Les Mousses d'un vieux presbytère, suivi de Hawthorne et ses mousses par Herman Melville, 432 p., 2023  (ISBN 978-2251454733)
- Traduction d'Histoire d'Arthur Gordon Pym suivi du Journal de Julius Rodman d'Edgar Allan Poe (avec Christian Garcin), Paris, Éditions Phébus, 352 pages, 5 octobre 2023  (ISBN 978-2752913463)

## Distinctions
- Le 16 janvier 2014, Thierry Gillybœuf est nommé chevalier de l'ordre des Arts et des Lettres[8].
- Prix Jules-Janin de l'Académie française 2022[7] pour la traduction des nouvelles intégrales d'Herman Melville